# Negative Space
Negative Space é um filme de drama animado em curta-metragem francês de 2017 dirigido e escrito por Max Porter e Ru Kuwuhata. A obra foi indicada ao Oscar de melhor curta-metragem de animação na edição de 2018.